# Star Fox 64 3D
Star Fox 64 3D (スターフォックス64 3D, Sutā Fokkusu Rokujūyon Surīdī) é um jogo eletrônico para o console portátil Nintendo 3DS, e é um remake do jogo original Star Fox 64. Foi uma coprodução da Nintendo EAD e Q-Games e publicado pela Nintendo, sendo lançado em 14 de julho de 2011 no Japão, 9 de setembro de 2011 na Europa e EUA e em 15 de setembro de 2011 na Austrália e Oceania. Pela primeira vez, a marca Star Fox foi adotada em ambas as versões (incluindo a versão europeia).

## Gameplay
A jogabilidde na versão para o 3DS é muito similar ao jogo original de 1997, com modificações muito sutis. O jogo conta com dois modos: "64 Mode" e "3DS Mode". No modo 3DS, o jogador pode controlar o personagem do jogo usando o "Giroscópio Interno do 3DS" para manobrar a Arwing, e os controles e o dialogo dos personagens foram colocados na tela inferior do 3DS (a "Touch Screen", ou a tela de toque). Foi incluido também a "Battle Mode" no qual até 4 jogadores disputam duelos utilizando apenas um cartucho (via Download Play), pois não há opção para partidas on-line. No entanto, os jogadores podem tirar suas fotos para aparecerem no jogo, tal como em Ridge Racer 3D. Já o Modo N64 é bastante idêntico ao Star Fox 64, e o modo Multiplayer não inclui modos destraváveis no jogo original que permitem que os jogadores utilizem a Landmaster ou controlem os jogadores a pé, depois que o jogador completa certas missões.

## Desenvolvimento
Na E3 2010, a Nintendo anunciou um remake de Star Fox 64 para o futuro console Nintendo 3DS, e uma demo jogável foi apresentada no mesmo dia. Esta demonstração contou com os controles e os diálogos na tela inferior do console. A Nintendo adcionou um novo tipo de controle que usa o Giroscópio do 3DS para controlar a Arwing. No ano seguinte, a Nintendo anunciou que o jogo contará com um modo Multiplayer para até 4 jogadores via Download Play.
A trilha sonora (composta por Koji Kondo e Hajime Wakai) também ganhou novos arranjos, por Satomi Terui, fiel a OST original de Star Fox 64, e os diálogos foram refeitos.

## Recepção da crítica
Star Fox 64 3D recebeu críticas positívas, como a Metacritic dando nota 83 (baseado em 64 Reviews).